# MIDEM
MIDEM (акроним от Marché International du Disque et de l’Edition Musicale) — крупнейшая в Европе музыкальная ярмарка и фестиваль. В мероприятии принимают участие музыканты, продюсеры, менеджеры, агенты музыкальных лейблов, промоутеры, журналисты и музыкальные критики из разных стран мира.
Ярмарка проводится ежегодно, как правило в конце января — начале февраля, во Дворце фестивалей и конгрессов в Каннах во Франции и включает в себя демонстрацию новинок аудиопродукции и последних достижений технологии звукозаписи, несколько музыкальных фестивалей, бизнес-форумы и заключения контрактов с новыми исполнителями. Отличительной особенностью MIDEM является полное отсутствие обычных зрителей, оценку профессионализма проводят эксперты и специалисты. Жюри оценивает все представленные продукты по четырём параметрам: количество выпущенных пластинок; качество записи и внешний вид пластинки; само исполняемое произведение; выступление, подача песни.
Участники, продавшие наибольшее количество пластинок в какой-либо стране, получают награду «Золотой Диск MIDEM», а абсолютные лидеры продаж — «Нефритовый диск MIDEM».

## История
Ярмарку основали в 1967 году французские поэты-песенники Андрэ Сальве (André Salvet) и Бернар Шеври (Bernard Chevry).
Функции ведущего на первом фестивале они поручили французскому певцу Джо Дассену, который в первый день блистательно провёл презентацию на двух языках, а во второй день выступал уже как исполнитель и стал звездой. Ярмарка собрала 1016 делегатов из 349 компаний, представлявших 11 стран, а среди участников были такие звёзды как Sonny & Cher, Peter & Gordon, Петула Кларк, Франсуаза Арди и другие. Всего за дни проведения ярмарки было исполнено 2250 песен.
В 1968 году к ярмарке присоединились страны Восточной Европы: Болгария, Венгрия, ГДР, Польша и Чехословакия, общее число стран-участниц возросло до сорока. Более 2 тыс. участников представили более 4000 песен, в том числе выступили Diana Ross & «The Supremes», Том Джонс, Поль Мориа и другие.
В 1969 году участниками фестиваля были такие известные исполнители как «The Beatles», Том Джонс с хитом «Delila», Адриано Челентано, Мирей Матье, Карел Готт и другие. Первое место и «золотой диск MIDEM» получил Муслим Магомаев из СССР, который представлял фирму грамзаписи «Мелодия». Благодаря этому фирма «Мелодия» заключила контракты на поставку его записей в Голландию, Великобританию, Францию и Японию.
В 1970 году среди участников были Джо Кокер, Миро Унгар, Ширли Бэсси, Джимми Клифф. Советский Союз на этой ярмарке представляли Муслим Магомаев и Эдита Пьеха. Магомаев снова получил «золотой диск MIDEM», а Эдита Пьеха получила главный приз MIDEM — «Нефритовую пластинку».
В 1971 году на фестивале успешно выступил дуэт Айк & Тина Тёрнер. В 1972 году советская певица Мария Пахоменко, исполнившая песню «Чудо-кони» (1968), также получила «нефритовую пластинку».
В 1973 году ярким было выступление Эстер Офарим с композицией «Motherless Child», а в 1974 году — Стиви Уандера.
Фестиваль стал стартовой площадкой для многих новых групп и исполнителей. В 1975 году Grand Prix ярмарки получило германское женское трио «Silver Convention», — первая группа, игравшая в стиле евродиско; их композиция «Save me» заняла 1-е место. В том же году участниками фестиваля были Элтон Джон и Донна Саммер, последняя привезла в Европу свой новый хит «Love To Love You, Baby». Свой первый хит «Willst du mit mir schlafen gehn?» представила там и начинающая немецкая диско-звезда Gilla.
В 1976 году в фестивале участвовали такие звёзды как Глория Гейнор, Алла Пугачёва, Джордж Харриссон, Генри Манчини  и ансамбль «Песняры».
В 1977 году в фестивале приняла участие западногерманская диско-группа «Boney M.», а группа Pink Floyd представила там свой новый альбом «Animals».
В 1978 году на MIDEM-ярмарке засветилось женское диско-трио из ФРГ «Arabesque», заключившее там выгодные контракты с японским лейблом «Jhinko Music», а британская рок-группа «Queen» получила приз французского радио.
В 1979 году Grand Prix фестиваля завоевала венгерская диско-группа «Neoton familia» с композицией «Santa Maria», а на следующий 1980 год в фестивале даже приняла участие австралийская рок-группа «AC/DC».
В 1980-е годы в фестивалях принимали участие такие известные исполнители как Simply Red, Селин Дион, Патрисия Каас и Fine Young Cannibals.
В 1990-е годы фестиваль продолжал оставаться крупнейшей коммерческой площадкой музыкальной индустрии Европы, так в 1995 году в нём приняли участие более 10 тысяч делегатов от 3367 компаний, представлявших 79 стран мира.
С 2000-х годов в фестивале участвуют популярные исполнители из разных стран Европы, Азии и Америки, так в 2006 году в фестивале принял участие Араш.